# Gastridium ventricosum
Gastridium ventricosum là một loài thực vật có hoa trong họ Hòa thảo. Loài này được (Gouan) Schinz & Thell. mô tả khoa học đầu tiên năm 1913.

## Hình ảnh

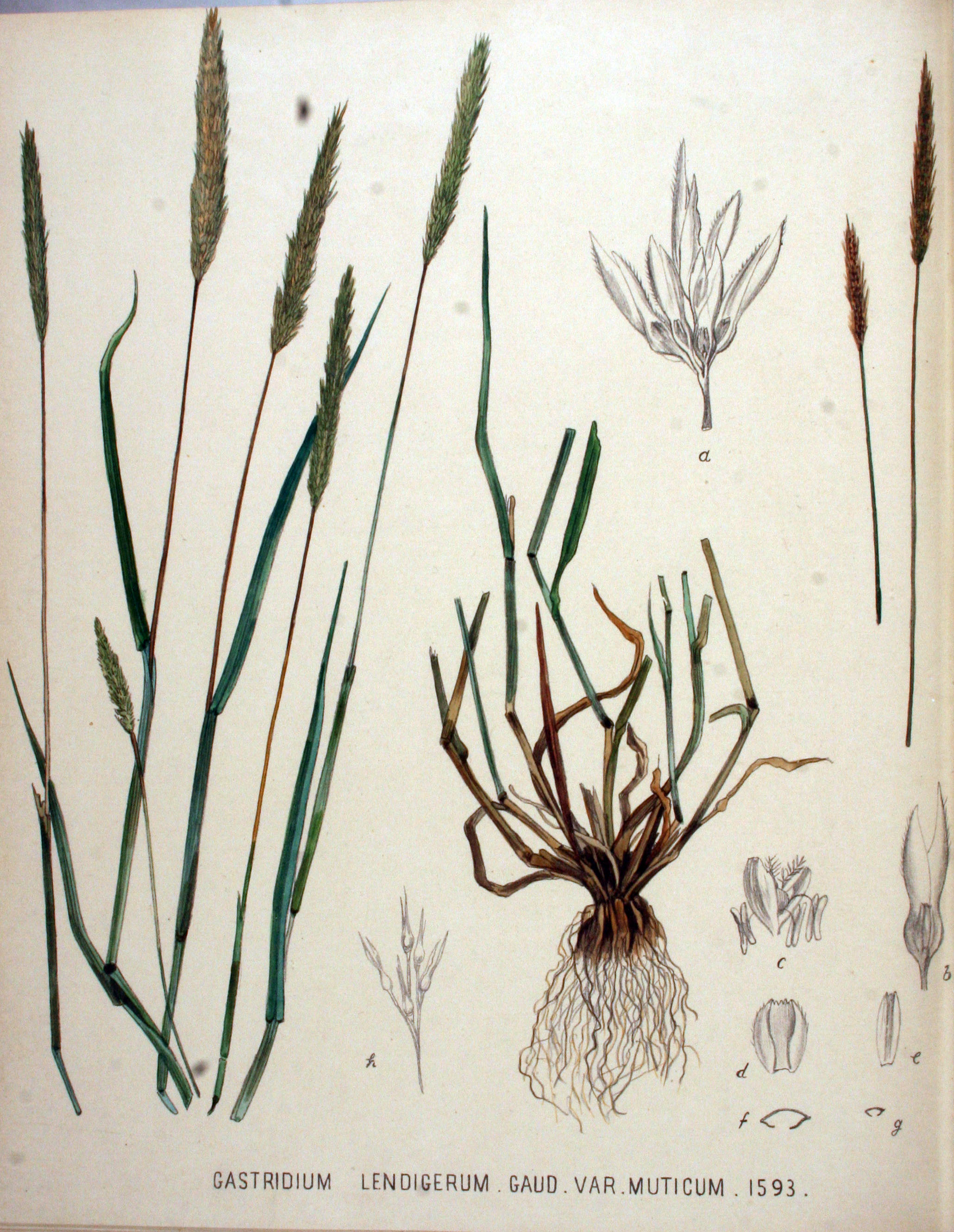